# بلوارهای کمربندی
بلوارهای کمربندی سومین رمان پاتریک مودیانو است. در دو اثر نخست نویسنده با نام‌های گشت شبانه و میدان اتوال، او به توصیف موضوع اشغال فرانسه توسط نازی‌ها پرداخته و به همین دلیل رمان بلوارهای کمربندی جزئی از «سه‌گانه اشغال» به حساب می‌آید.

## خلاصه
نویسنده در این رمان نیز همچون بسیاری از دیگر آثار خود به موضوع اشغال فرانسه توسط نازی‌ها می‌پردازد. شخصیت اصلی این داستان با قدم زدن در کوچه‌های پاریس، در حال جستجوی رد پایی از گذشته خویش است. جستجوی هویت به عنوان یک مضمون مشترک در اغلب داستان‌های مودیانو تکرار می‌شوند.